# NGC 1921
NGC 1921 (również ESO 056-SC102, h 2834, GC 1128) – mgławica lub pozostałość po supernowej, znajdująca się w gwiazdozbiorze Złotej Ryby. Należy do Wielkiego Obłoku Magellana. Odkrył ją James Dunlop 24 września 1826 roku.